# Rivalité entre l'ES Sétif et la JS Kabylie en football
Cet article traite de la rivalité qui existe entre les deux clubs du Championnat d'Algérie de football, les plus performants en compétitions internationales que sont la Jeunesse Sportive de Kabylie et l'Entente Sportive Sétifienne.

## Origine de la rivalité
(décembre 2022).
Ces deux clubs ont jalonné leurs parcours par une suite de succès nationaux et internationaux et sont par conséquents considérés comme les meilleurs ambassadeurs du football algérien sur la scène africaine et arabe. La rivalité est née ainsi du palmarès affiché par les deux clubs sans oublier la proximité géographique et culturelles des deux villes; sachant aussi qu'une partie de l'aire géographique de la Kabylie est intégrée dans le territoire administratif de Sétif.  Les Sétifiens comptabilisent aussi dans leurs palmarès, deux titres de Coupe arabe tandis que les fans de la JS Kabylie niant ces titres car non reconnus par la FIFA proclament que le club kabyle est le plus titré dans l'histoire du football algérien.
Idem pour les Kabyles qui comptabilisent le titre de la Supercoupe d'Afrique de 1982 alors que la compétition n'a été lancée officiellement qu'en 1993 et on sait que pour le premier club algérien à avoir remporté la Supercoupe de la CAF depuis sa création en 1993 est l'Entente de Sétif  et cela a été bel et bien confirmé par un communiqué sur la page officielle de la CAF et sur le site officiel de la CAF .

## Comparaison des titres
| Équipe     | Championnat | Coupe | Coupe de la Ligue | Supercoupe | Compétitions africaines | Compétitions maghrébines | Compétitions arabes |
| ---------- | ----------- | ----- | ----------------- | ---------- | ----------------------- | ------------------------ | ------------------- |
| JS Kabylie | 14          | 5     | 1                 | 1          | 7                       | 0                        | 0                   |
| ES Sétif   | 8           | 8     | 0                 | 2          | 3                       | 3                        | 2                   |
| Total      | 22          | 13    | 1                 | 3          | 10                      | 3                        | 2                   |

## Championnat
| N°   | Saison    | Rencontre                                      | Lieu                                           | Score                                          | Compétition                                    | Buteurs                                                                        |
| ---- | --------- | ---------------------------------------------- | ---------------------------------------------- | ---------------------------------------------- | ---------------------------------------------- | ------------------------------------------------------------------------------ |
| 1er  | 1969-1970 | JSK - ESS                                      | Stade Oukil-Ramdane - Tizi Ouzou               | 3 - 1                                          | D1 (8e j)                                      | Kolli ?, Amrous ?, Kouffi ? / ? ?                                              |
| 2e   | 1969-1970 | ESS - JSK                                      | Stade Mohamed-Guessab - Sétif                  | 0 - 1                                          | D1 (19e j)                                     |                                                                                |
| 3e   | 1970-1971 | JSK - ESS                                      | Stade Oukil-Ramdane - Tizi Ouzou               | 2 - 0                                          | D1 (5e j)                                      | ? , ?                                                                          |
| 4e   | 1970-1971 | ESS - JSK                                      | Stade Mohamed-Guessab - Sétif                  | 2 - 1                                          | D1 (16e j)                                     |                                                                                |
| 5e   | 1971-1972 | JSK - ESS                                      | Stade Oukil-Ramdane - Tizi Ouzou               | 2 - 1                                          | D1 (2e j)                                      | Kouffi ?, Rafai ?                                                              |
| 6e   | 1971-1972 | ESS - JSK                                      | Stade Mohamed-Guessab - Sétif                  | 2 - 0                                          | D1 (17e j)                                     |                                                                                |
| 7e   | 1972-1973 | ESS - JSK                                      | Stade Mohamed-Guessab - Sétif                  | 0 - 0                                          | D1 (13e j)                                     |                                                                                |
| 8e   | 1972-1973 | JSK - ESS                                      | Stade Oukil-Ramdane - Tizi Ouzou               | 2 - 0                                          | D1 (28e j)                                     | ? , ?                                                                          |
| 9e   | 1973-1974 | ESS - JSK                                      | Stade Mohamed-Guessab - Sétif                  | 2 - 0                                          | D1 (1er j)                                     | Griche ?                                                                       |
| 10e  | 1973-1974 | JSK - ESS                                      | Stade Oukil-Ramdane - Tizi Ouzou               | 0 - 0                                          | D1 (16e j)                                     |                                                                                |
| 11e  | 1974-1975 | JSK - ESS                                      | Stade Oukil-Ramdane - Tizi Ouzou               | 0 - 0                                          | D1 (12e j)                                     |                                                                                |
| 12e  | 1974-1975 | ESS - JSK                                      | Stade du 8-Mai-1945 - Sétif                    | 2 - 1                                          | D1 (27e j)                                     | ? / ? , ?                                                                      |
| 13e  | 1975-1976 | JSK - ESS                                      | Stade Oukil-Ramdane - Tizi Ouzou               | 2 - 0                                          | D1 (14e j)                                     | ? , ?                                                                          |
| 14e  | 1975-1976 | ESS - JSK                                      | Stade du 8-Mai-1945 - Sétif                    | 1 - 1                                          | D1 (29e j)                                     | ? , ?                                                                          |
| 15e  | 1976-1977 | JSK - ESS                                      | Stade Oukil-Ramdane - Tizi Ouzou               | 2 - 2                                          | D1 (4e j)                                      | Baïlèche 20e, Douadi 50e / ? , ?                                               |
| 16e  | 1976-1977 | ESS - JSK                                      | Stade du 8-Mai-1945 - Sétif                    | 0 - 0                                          | D1 (17e j)                                     | -                                                                              |
| 17e  | 1977-1978 | JSK - ESS                                      | Stade Oukil-Ramdane - Tizi Ouzou               | 2 - 3                                          | D1 (7e j)                                      | ? , ? / Griche ? , Salhi Ayachi ?                                              |
| 18e  | 1977-1978 | ESS - JSK                                      | Stade du 8-Mai-1945 - Sétif                    | 1 - 1                                          | D1 (20e j)                                     | ? / ?                                                                          |
| 19e  | 1978-1979 | JSK - ESS                                      | Stade Oukil-Ramdane - Tizi Ouzou               | 2 - 1                                          | D1 (5e j)                                      | ? , ? / ?                                                                      |
| 20e  | 1978-1979 | ESS - JSK                                      | Stade du 8-Mai-1945 - Sétif                    | 1 - 0                                          | D1 (18e j)                                     |                                                                                |
| 21e  | 1979-1980 | JSK - ESS                                      | Stade du 1er-Novembre-1954 - Tizi Ouzou        | 4 - 0                                          | D1 (2e j)                                      |                                                                                |
| 22e  | 1979-1980 | ESS - JSK                                      | Stade du 8-Mai-1945 - Sétif                    | 1 - 2                                          | D1 (17e j)                                     |                                                                                |
| 23e  | 1980-1981 | ESS - JSK                                      | Stade du 8-Mai-1945 - Sétif                    | 4 - 2                                          | D1 (3e j)                                      |                                                                                |
| 24e  | 1980-1981 | JSK - ESS                                      | Stade du 1er-Novembre-1954 - Tizi Ouzou        | 1 - 0                                          | D1 (18e j)                                     |                                                                                |
| 25e  | 1981-1982 | JSK - ESS                                      | Stade du 1er-Novembre-1954 - Tizi Ouzou        | 2 - 0                                          | D1 (10e j)                                     | Belahcen ?, Aouis ?                                                            |
| 26e  | 1981-1982 | ESS - JSK                                      | Stade du 8-Mai-1945 - Sétif                    | 0 - 0                                          | D1 (25e j)                                     | -                                                                              |
| 27e  | 1982-1983 | ESS - JSK                                      | Stade du 8-Mai-1945 - Sétif                    | 0 - 1                                          | D1 (13e j)                                     | Kamel Aouis 75e                                                                |
| 28e  | 1982-1983 | JSK - ESS                                      | Stade du 1er-Novembre-1954 - Tizi Ouzou        | 1 - 2                                          | D1 (28e j)                                     |                                                                                |
| 29e  | 1983-1984 | ESS - JSK                                      | Stade du 8-Mai-1945 - Sétif                    | 1 - 1                                          | D1 (1er j)                                     |                                                                                |
| 30e  | 1983-1984 | JSK - ESS                                      | Stade du 1er-Novembre-1954 - Tizi Ouzou        | 3 - 0                                          | D1 (16e j)                                     |                                                                                |
| 31e  | 1984-1985 | ESS - JSK                                      | Stade du 8-Mai-1945 - Sétif                    | 0 - 3                                          | D1 (15e j)                                     |                                                                                |
| 32e  | 1984-1985 | JSK - ESS                                      | Stade du 1er-Novembre-1954 - Tizi Ouzou        | 4 - 1                                          | D1 (34e j)                                     |                                                                                |
| 33e  | 1985-1986 | ESS - JSK                                      | Stade du 8-Mai-1945 - Sétif                    | 0 - 0                                          | D1 (12e j)                                     |                                                                                |
| 34e  | 1985-1986 | JSK - ESS                                      | Stade du 1er-Novembre-1954 - Tizi Ouzou        | 3 - 1                                          | D1 (31e j)                                     | Belahcen 5e, Haffaf 19e, Laadjadj 75e / Rais 89e                               |
| 35e  | 1986-1987 | ESS - JSK                                      | Stade du 8-Mai-1945 - Sétif                    | 1 - 0                                          | D1 (1er j)                                     | Adjissa 47e (pen.)                                                             |
| 36e  | 1986-1987 | JSK - ESS                                      | Stade du 1er-Novembre-1954 - Tizi Ouzou        | 2 - 0                                          | D1 (20e j)                                     | Bahbouh ?, ?                                                                   |
| 37e  | 1987-1988 | JSK - ESS                                      | Stade du 1er-Novembre-1954 - Tizi Ouzou        | 1 - 1                                          | D1 (1er j)                                     |                                                                                |
| 38e  | 1987-1988 | ESS - JSK                                      | Stade du 8-Mai-1945 - Sétif                    | 0 - 0                                          | D1 (18e j)                                     |                                                                                |
| -    | 1988-1989 | Divisions différentes : ES Sétif en Division 2 | Divisions différentes : ES Sétif en Division 2 | Divisions différentes : ES Sétif en Division 2 | Divisions différentes : ES Sétif en Division 2 | Divisions différentes : ES Sétif en Division 2                                 |
| 39e  | 1989-1990 | JSK - ESS                                      | Stade du 1er-Novembre-1954 - Tizi Ouzou        | 1 - 0                                          | D1 (3e j)                                      | Haffaf Dahmane 64e                                                             |
| 40e  | 1989-1990 | ESS - JSK                                      | Stade du 8-Mai-1945 - Sétif                    | 3 - 2                                          | D1 (18e j)                                     | ? / N.Bouiche                                                                  |
| 41e  | 1990-1991 | JSK - ESS                                      | Stade du 1er-Novembre-1954 - Tizi Ouzou        | 2 - 0                                          | D1 (10e j)                                     | Rahmouni Saïb                                                                  |
| 42e  | 1990-1991 | ESS - JSK                                      | Stade du 8-Mai-1945 - Sétif                    | 2 - 1                                          | D1 (25e j)                                     | Tribèche 17e 48e / Benkaci 71e                                                 |
| 43e  | 1991-1992 | ESS - JSK                                      | Stade du 8-Mai-1945 - Sétif                    | 0 - 0                                          | D1 (5e j)                                      | -                                                                              |
| 44e  | 1991-1992 | JSK - ESS                                      | Stade du 1er-Novembre-1954 - Tizi Ouzou        | 3 - 0                                          | D1 (20e j)                                     | Aït Tahar 35e, Tarek Hadj Adlane 65e, Ameur Ouali 67e                          |
| 45e  | 1992-1993 | ESS - JSK                                      | Stade du 8-Mai-1945 - Sétif                    | 0 - 3                                          | D1 (5e j)                                      | Benkaci 55e 66e, Hadj Adlane 56e                                               |
| 46e  | 1992-1993 | JSK - ESS                                      | Stade du 1er-Novembre-1954 - Tizi Ouzou        | 2 - 0                                          | D1 (20e j)                                     | Amirou 61e, Aït Tahar 66e                                                      |
| 47e  | 1993-1994 | JSK - ESS                                      | Stade du 1er-Novembre-1954 - Tizi Ouzou        | 3 - 0                                          | D1 (3e j)                                      | Benkaci 56e, Hadj Adlane 57e 77e                                               |
| 48e  | 1993-1994 | ESS - JSK                                      | Stade du 8-Mai-1945 - Sétif                    | 1 - 0                                          | D1 (18e j)                                     | Zorgane 26e                                                                    |
| -    | 1994-1995 | Divisions différentes : ES Sétif en Division 2 | Divisions différentes : ES Sétif en Division 2 | Divisions différentes : ES Sétif en Division 2 | Divisions différentes : ES Sétif en Division 2 | Divisions différentes : ES Sétif en Division 2                                 |
| -    | 1995-1996 | Divisions différentes : ES Sétif en Division 2 | Divisions différentes : ES Sétif en Division 2 | Divisions différentes : ES Sétif en Division 2 | Divisions différentes : ES Sétif en Division 2 | Divisions différentes : ES Sétif en Division 2                                 |
| -    | 1996-1997 | Divisions différentes : ES Sétif en Division 2 | Divisions différentes : ES Sétif en Division 2 | Divisions différentes : ES Sétif en Division 2 | Divisions différentes : ES Sétif en Division 2 | Divisions différentes : ES Sétif en Division 2                                 |
| 49e  | 1997-1998 | ESS - JSK                                      | Stade du 8-Mai-1945 - Sétif                    | 2 - 0                                          | D1 (6e j)                                      | H.Rahmouni 46e, Mehdaoui 87e                                                   |
| 50e  | 1997-1998 | JSK - ESS                                      | Stade du 1er-Novembre-1954 - Tizi Ouzou        | 2 - 1                                          | D1 (13e j)                                     | Farid Ghazi 55e 62e / Rahmouni 56e                                             |
| 51e  | 1998-1999 | JSK - ESS                                      | Stade du 1er-Novembre-1954 - Tizi Ouzou        | 2 - 2                                          | D1 (5e j)                                      | Boubrit 35e, Aït Tahar 76e / Mehdaoui 53e, M'hallel 60e                        |
| 52e  | 1998-1999 | ESS - JSK                                      | Stade du 8-Mai-1945 - Sétif                    | 2 - 1                                          | D1 (18e j)                                     | Bourahli 3e 62e / Aït Tahar 38e                                                |
| 53e  | 1999-2000 | ESS - JSK                                      | Stade du 8-Mai-1945 - Sétif                    | 2 - 1                                          | D1 (1er j)                                     | Achacha 33e, Madoui 61e / ̈Gasmi 80e                                            |
| 54e  | 1999-2000 | JSK - ESS                                      | Stade du 1er-Novembre-1954 - Tizi Ouzou        | 1 - 0                                          | D1 (12e j)                                     | Hakim Medane 24e                                                               |
| 55e  | 2000-2001 | ESS - JSK                                      | Stade du 8-Mai-1945 - Sétif                    | 4 - 1                                          | D1 (8e j)                                      | Bourahli 55e, Fellahi 63e 83e, Achacha 70e / Belkaïd 35e (pen.)                |
| 56e  | 2000-2001 | JSK - ESS                                      | Stade du 1er-Novembre-1954 - Tizi Ouzou        | 4 - 1                                          | D1 (23e j)                                     | Bendahmane 24e, Moussouni 25e, Kharroubi 37e, Maghraoui 87e / Achacha 30e      |
| 57e  | 2001-2002 | JSK - ESS                                      | Stade du 1er-Novembre-1954 - Tizi Ouzou        | 3 - 2                                          | D1 (14e j)                                     | Bezzaz 20e, Belkaïd 56e, Dob M. 81e / Laâmeche 11e, Fellahi 40e                |
| 58e  | 2001-2002 | ESS - JSK                                      | Stade du 8-Mai-1945 - Sétif                    | 1 - 0                                          | D1 (29e j)                                     | Zorgane 87e                                                                    |
| 59e  | 2002-2003 | JSK - ESS                                      | Stade du 1er-Novembre-1954 - Tizi Ouzou        | 1 - 0                                          | D1 (6e j)                                      | Bendahmane 50e                                                                 |
| 60e  | 2002-2003 | ESS - JSK                                      | Stade du 8-Mai-1945 - Sétif                    | 1 - 1                                          | D1 (21e j)                                     | Achacha 18e / Amaouche 52e                                                     |
| 61e  | 2003-2004 | JSK - ESS                                      | Stade du 1er-Novembre-1954 - Tizi Ouzou        | 2 - 1                                          | D1 (15e j)                                     | Benayen 41e, Brahim Zafour 86e / Achacha 81e                                   |
| 62e  | 2003-2004 | ESS - JSK                                      | Stade du 8-Mai-1945 - Sétif                    | 1 - 0                                          | D1 (30e j)                                     | Tercha 59e                                                                     |
| 63e  | 2004-2005 | JSK - ESS                                      | Stade du 1er-Novembre-1954 - Tizi Ouzou        | 1 - 0                                          | D1 (15e j)                                     | Brahim Zafour 54e                                                              |
| 64e  | 2004-2005 | ESS - JSK                                      | Stade du 8-Mai-1945 - Sétif                    | 2 - 0                                          | D1 (30e j)                                     | Achacha 2e Farès Fellahi 3e                                                    |
| 65e  | 2005-2006 | ESS - JSK                                      | Stade du 8-Mai-1945 - Sétif                    | 0 - 0                                          | D1 (13e j)                                     | -                                                                              |
| 66e  | 2005-2006 | JSK - ESS                                      | Stade du 1er-Novembre-1954 - Tizi Ouzou        | 4 - 2                                          | D1 (28e j)                                     | Berguiga 1re 51e (pen.), Mefteh 16e, Hemani 22e / Hadj Aïssa 15e, Bourahli 75e |
| 67e  | 2006-2007 | JSK - ESS                                      | Stade du 1er-Novembre-1954 - Tizi Ouzou        | 2 - 3                                          | D1 (1re j)                                     | Dabo 34e, 66e / Abdelmalek Ziaya 36e 75e , Issaad Bourahli 45e                 |
| 68e  | 2006-2007 | ESS - JSK                                      | Stade du 8-Mai-1945 - Sétif                    | 0 - 0                                          | D1 (15e j)                                     | -                                                                              |
| 69e  | 2007-2008 | JSK - ESS                                      | Stade du 1er-Novembre-1954 - Tizi Ouzou        | 1 - 0                                          | D1 (11e j)                                     | Derrag 52e                                                                     |
| 70e  | 2007-2008 | ESS - JSK                                      | Stade du 8-Mai-1945 - Sétif                    | 0 - 3 (forfait)                                | D1 (26e j)                                     | -                                                                              |
| 71e  | 2008-2009 | JSK - ESS                                      | Stade du 1er-Novembre-1954 - Tizi Ouzou        | 2 - 1                                          | D1 (9e j)                                      | Adlène Bensaïd 62e / Hocine Achiou 73e / Nabil Hemani 85e                      |
| 72e  | 2008-2009 | ESS - JSK                                      | Stade du 8-Mai-1945 - Sétif                    | 1 - 1                                          | D1 (26e j)                                     | Nabil Hemani 61e / Meftah 61e                                                  |
| 73e  | 2009-2010 | ESS - JSK                                      | Stade du 8-Mai-1945 - Sétif                    | 2 - 0                                          | D1 (9e j)                                      | Abdelmalek Ziaya 22e, 69e                                                      |
| 74e  | 2009-2010 | JSK - ESS                                      | Stade du 1er-Novembre-1954 - Tizi Ouzou        | 1 - 1                                          | D1 (26e j)                                     | Sougueur 88e / Hocine Metref 69e                                               |
| 75e  | 2010-2011 | JSK - ESS                                      | Stade du 1er-Novembre-1954                     | 1 - 1                                          | D1 (11e j)                                     | Yalaoui 69e / Hocine Metref 90e                                                |
| 76e  | 2010-2011 | ESS - JSK                                      | Stade du 8-Mai-1945 - Sétif                    | 2 - 0                                          | D1 (26e j)                                     | Nabil Hemani 23e et 90e                                                        |
| 77e  | 2011-2012 | JSK - ESS                                      | Stade du 1er-Novembre-1954 - Tizi Ouzou        | 2 - 2                                          | D1 (12e j)                                     | Hanifi 60e, Tedjar 74e (pen.) / Hachoud 38e, Aoudia 50e                        |
| 78e  | 2011-2012 | ESS - JSK                                      | Stade du 8-Mai-1945 - Sétif                    | 2 - 1                                          | D1 (27e j)                                     | Nadji 58e, Benmoussa 63e (pen.) / Hanifi 81e                                   |
| 79e  | 2012-2013 | JSK - ESS                                      | Stade du 1er-Novembre-1954 - Tizi Ouzou        | 1 - 1                                          | D1 (13e j)                                     | Hanifi 89e / Djahnit 68e                                                       |
| 80e  | 2012-2013 | ESS - JSK                                      | Stade du 8-Mai-1945 - Sétif                    | 4 - 1                                          | D1 (28e j)                                     | Ogbi 12e 78e, Benlamri 33e (csc), Djahnit 59e / Messaâdia 33e                  |
| 81e  | 2013-2014 | JSK - ESS                                      | Stade du 1er-Novembre-1954 - Tizi Ouzou        | 1 - 1                                          | D1 (8e j)                                      | Ebossé 90e / Remache 74e (csc)                                                 |
| 82e  | 2013-2014 | ESS - JSK                                      | Stade du 8-Mai-1945 - Sétif                    | 0 - 2                                          | D1 (23e j)                                     | Ebossé 10e, Malik Raiah 77e                                                    |
| 83e  | 2014-2015 | JSK - ESS                                      | Stade du 20-Août-1955 (Alger) (Huis clos)      | 1 - 1                                          | D1 (10e j)                                     | Khodja 25e / Dagoulou 85e                                                      |
| 84e  | 2014-2015 | ESS - JSK                                      | Stade du 8-Mai-1945 - Sétif                    | 1 - 0                                          | D1 (25e j)                                     | Benyettou 66e                                                                  |
| 85e  | 2015-2016 | JSK - ESS                                      | Stade du 1er-Novembre-1954 - Tizi Ouzou        | 0 - 0                                          | D1 (14e j)                                     | -                                                                              |
| 86e  | 2015-2016 | ESS - JSK                                      | Stade du 8-Mai-1945 - Sétif                    | 2 - 0                                          | D1 (29e j)                                     | Delhoum 37e, Korbiaa 59e                                                       |
| 87e  | 2016-2017 | ESS - JSK                                      | Stade du 8-Mai-1945 - Sétif                    | 0 - 0                                          | D1 (4e j)                                      | -                                                                              |
| 88e  | 2016-2017 | JSK - ESS                                      | Stade du 1er-Novembre-1954 - Tizi Ouzou        | 1 - 1                                          | D1 (19e j)                                     | Boulaouidet 10e (pen.) / Ziti 45e                                              |
| 89e  | 2017-2018 | ESS - JSK                                      | Stade du 8-Mai-1945 - Sétif                    | 0 - 0                                          | D1 (10e j)                                     | -                                                                              |
| 90e  | 2017-2018 | JSK - ESS                                      | Stade du 1er-Novembre-1954 - Tizi Ouzou        | 1 - 0                                          | D1 (25e j)                                     | L.Benyoucef 77e                                                                |
| 91e  | 2018-2019 | ESS - JSK                                      | Stade du 8-Mai-1945 - Sétif                    | 0 - 1                                          | D1 (8e j)                                      | L. Benyoucef 76e                                                               |
| 92e  | 2018-2019 | JSK - ESS                                      | Stade du 1er-Novembre-1954                     | 1 - 0                                          | D1 (23e j)                                     | Abdul Razak 62e                                                                |
| 93e  | 2019-2020 | JSK - ESS                                      | Stade Omar-Hamadi - Alger (Huis clos)          | 1 - 0                                          | D1 (7e j)                                      | Oukaci 80e                                                                     |
| 94e  | 2019-2020 | ESS - JSK                                      | Stade du 8-Mai-1945 - Sétif (Huis clos)        | 0 - 0                                          | D1 (22e j)                                     | -                                                                              |
| 95e  | 2020-2021 | ESS - JSK                                      | Stade du 8-Mai-1945 - Sétif (Huis clos)        | 1 - 0                                          | D1 (17e j)                                     | I.Bekakchi 60e                                                                 |
| 96e  | 2020-2021 | JSK - ESS                                      | Stade du 1er-Novembre-1954 (Huis clos)         | 1 - 3                                          | D1 (36e j)                                     | Nezla 66e / Kendouci 49e A.Djabou 57e Bakrar 82e                               |
| 97e  | 2021-2022 | JSK - ESS                                      | Stade du 1er-Novembre-1954 (Huis clos)         | 0 - 0                                          | D1 (2e j)                                      | -                                                                              |
| 98e  | 2021-2022 | ESS - JSK                                      | Stade du 8-Mai-1945 - Sétif                    | 1 - 1                                          | D1 (20e j)                                     | Djahnit 26e / Ouattarra 33e                                                    |
| 99e  | 2022-2023 | JSK - ESS                                      | Stade du 1er-Novembre-1954                     | 2 - 3                                          | D1 (7e j)                                      | Harrag 35e D.Mouaki 82e (pen.) / Okwara 65e Guenaoui 90+4e Tabti 90+5e         |
| 100e | 2022-2023 | ESS - JSK                                      | Stade du 8-Mai-1945 - Sétif                    | 1 - 1                                          | D1 (22e j)                                     | A.Haskar 74e / D.Mouaki 13e                                                    |
| 101e | 2023-2024 | ESS - JSK                                      | Stade du 8-Mai-1945 - Sétif                    | 1 - 0                                          | D1 (5e j)                                      | T.Haggoune 90e                                                                 |
| 102e | 2023-2024 | JSK - ESS                                      | Stade du 1er-Novembre-1954                     | 0 - 1                                          | D1 (19e j)                                     | A. Lahmeri 22e                                                                 |
| 103e | 2024-2025 | ESS - JSK                                      | Stade du 8-Mai-1945 - Sétif                    | 2 - 2                                          | D1 (13e j)                                     |                                                                                |
| 104e | 2024-2025 | JSK - ESS                                      | Stade Hocine-Aït-Ahmed                         | 2 - 0                                          | D1 (28e j)                                     |                                                                                |

## Coupe d'Algérie
| # | Club 1     | Résultat         | Club 2     | Buteurs                        | Date            | Stade                          |
| - | ---------- | ---------------- | ---------- | ------------------------------ | --------------- | ------------------------------ |
| 1 | JS Kabylie | 1 - 0            | ES Sétif   | Aït Tahar 85e                  | 18 avril 1991   | Stade du 5-Juillet-1962, Alger |
| 2 | JS Kabylie | 2 - 1ap          | ES Sétif   | But inscrit                    | 11 février 1994 | Stade du 5-Juillet-1962, Alger |
| 3 | ES Sétif   | 0 - 0ap (1-4)tab | JS Kabylie | -                              | 21 mars 1997    | Stade du 8-Mai-1945, Sétif     |
| 4 | ES Sétif   | 2 - 1            | JS Kabylie | Gasmi 41e, Dahar 46e / Ziti 8e | 10 mars 2015    | Stade du 8-Mai-1945, Sétif     |

## Coupe de la Ligue
| # | Club 1     | Résultat | Club 2   | Buteurs | Date           | Stade                      |
| - | ---------- | -------- | -------- | ------- | -------------- | -------------------------- |
| 1 | JS Kabylie | 3 - 4    | ES Sétif |         | 6 octobre 1997 | Stade du 1er-Novembre-1954 |

## Bilan
| Compétitions          | Matchs | Victoires JSK | Matchs nuls | Victoires ESS | Buts JSK | Buts ESS |
| --------------------- | ------ | ------------- | ----------- | ------------- | -------- | -------- |
| Championnat d'Algérie | 104    | 40            | 33          | 31            | 127      | 100      |
| Coupe d'Algérie       | 4      | 2             | 1           | 1             | 4        | 3        |
| Coupe de la Ligue     | 1      | 0             | 0           | 1             | 3        | 4        |
| TOTAL                 | 109    | 42            | 34          | 33            | 134      | 107      |

Dernière mise à jour : 13 juin 2025

## Série d'invincibilité
| Club                         | Du                      | Au                      | Série               |
| Entente sportive sétifienne  | 2008-2009 ESS 1 - 1 JSK | 2013-2014 JSK 1 - 1 ESS | 10 matchs (4V - 6N) |
| Entente sportive sétifienne  | 2019-2020 ESS 0 - 0 JSK | 2023-2024 ESs 1 - 0 JSK | 8 matchs (4V - 4N)  |
| Jeunesse sportive de Kabylie | 2014-2015 JSK 1 - 1 ESS | 2019-2020 ESS 0 - 0 JSK | 8 matchs (4V - 4N)  |
| Entente sportive sétifienne  | 2014-2015 JSK 1 - 1 ESS | 2017-2018 ESS 0 - 0 JSK | 8 matchs (3V - 5N)  |
| Jeunesse sportive de Kabylie | 1991-1992 ESS 0 - 0 JSK | 1993-1994 JSK 2 - 1 ESS | 7 matchs (6V - 1N)  |

## Buteurs
Depuis la saison 1989/90 :
| # | Joueur           | Club       | Buts |
| - | ---------------- | ---------- | ---- |
| 1 | Djallal Achacha  | ES Sétif   | 6    |
| 2 | Mourad Ait Tahar | JS Kabylie | 5    |
| 2 | Isaad Bourahli   | ES Sétif   | 5    |
| 3 | Farés Fellahi    | ES Sétif   | 4    |
| 3 | Malik Ziaya      | ES Sétif   | 4    |
| 3 | Nabil Hemani     | ES Sétif   | 4    |
| 3 | Hadj Adléne      | JS Kabylie | 4    |
| 3 | Benkaci          | JS Kabylie | 4    |

## Records et dates importantes
- Le premier match officiel entre les deux équipes en championnat : JSK 3-1 ESS en 1969.
- Le premier match officiel entre les deux équipes en Coupe d'Algérie : JSK 1-0 ESS en 1991.
- Le seul match en Coupe de la ligue : JSK 3-4 ESS en 1997.
- Plus larges victoires de la JS Kabylie en championnat : 4-0 en 1979.
- Plus larges victoires de L'ES Sétif en championnat : 4-1 en 2000.
- La plus longue série de matchs sans défaite revient à L'ES Sétif avec 10 matchs entre 2009 et 2013.
- La plus longue série de victoires consécutives a été réalisée par la JS Kabylie avec 5 victoires entre 1992 et 1994.
- La plus longue série de matchs sans encaisser le moindre but revient à la JS Kabylie avec 7 matchs équivalent de 645 minutes.
- le record absolu du nombre de matchs consécutives en inscrivant au moins un but a été réalisée par L'ES Sétif avec 11 matchs.
- Le plus grand score fut de 3-4 remporté par ES Sétif en 1997.
- La JS Kabylie a remporté le match en aller-retour : 6 fois en 1969/70 , 1979/80 , 1984/85 , 1992/93 , 2007/08 et 2018/19.
- L'ES Sétif a remporté le match en aller-retour : 1 fois en 2020/21.